# Govern de Moscou
Govern de Moscou (en rus: Правительство Москвы), és el màxim òrgan executiu de l'autoritat estatal de Moscou. El Govern de Moscou està encapçalada pel funcionari més alt de la ciutat de Moscou, és a dir, l'Alcalde de Moscou.
Els membres del Govern de Moscou són l'alcalde de Moscou, els tinents d'alcalde de Moscou al Govern de Moscou i els ministres del Govern de Moscou. El Govern de Moscou emet ordres (ordres del Govern de Moscou) que es va signar per l'Alcalde de Moscou. El Govern de Moscou té personalitat jurídica. Estructura i funcionament del Govern de Moscou són establerts per la llei de Moscou, adoptada per Duma de Moscou.
D'acord amb la Constitució de la Federació de Rússia, Moscou és un subjecte independent de la Federació Russa, l'anomenada ciutat d'importància federal.